# 1468
Năm 1468 là một năm trong lịch Julius.